# Бродокалмакское сельское поселение
Бродокалма́кское се́льское поселе́ние — муниципальное образование в Красноармейском районе Челябинской области Российской Федерации. В рамках административно-территориального устройства муниципальное образование  соответствует административно-территориальной единице Бродокалмакский сельсовет.
Административный центр — село Бродокалмак.

## История
Статус и границы сельского поселения установлены Законом Челябинской области от 9 июля 2004 года № 243-ЗО «О статусе и границах Красноармейского муниципального района и сельских поселений в его составе»

## Население
| 2002  | 2010  | 2011  | 2012  | 2013  | 2014  | 2015  |
| ----- | ----- | ----- | ----- | ----- | ----- | ----- |
| 4460  | ↘3828 | ↗3840 | ↗3948 | ↗4019 | ↗4062 | ↘3980 |
| 2016  | 2017  | 2018  | 2019  | 2020  | 2021  | 2023  |
| ↘3934 | ↗3964 | ↘3811 | ↘3695 | ↗3697 | ↘3652 | ↘3639 |

## Состав сельского поселения
| № | Населённый пункт | Тип населённого пункта       | Население |
| - | ---------------- | ---------------------------- | --------- |
| 1 | Боровое          | деревня                      | ↘237      |
| 2 | Бродокалмак      | село, административный центр | ↘3046     |
| 3 | Попово           | село                         | ↘189      |
| 4 | Тавранкуль       | село                         | ↘272      |
| 5 | Тирикуль         | деревня                      | ↘84       |